# Ichikai
Ichikai (jap. 市貝町 Ichikai-machi) – miasto w Japonii, na wyspie Honsiu, w prefekturze Tochigi. Według danych na rok 2020 miejscowość zamieszkiwało 11 262 mieszkańców , a gęstość zaludnienia wyniosła 175,3 os./km².